# Глюконовая кислота
Глюко́новая кислота́ — органическая кислота из группы альдоновых кислот, химическая формула (C6H12O7).
Образуется при окислении альдегидной группы глюкозы. Соли кислоты называются глюконаты (например, глюконат кальция, глюконат железа).
Фосфорилированная форма глюконовой кислоты является важным промежуточным продуктом углеводного обмена в живых клетках.
Глюконовая кислота активизирует обмен веществ в организме, повышает работоспособность мышц и оказывает другие полезные действия на организм.
Глюконовая кислота продуцируется некоторыми живыми организмами, к примеру, медузомицетами.
Глюконовая кислота встречается во фруктах, мёде, винах, продуцируется медузомицетами (чайный гриб).

## Применение
Глюконовая кислота применяется в фармацевтической промышленности в качестве наполнителя для таблеток.
В пищевой промышленности вещество зарегистрировано в качестве пищевой добавки E574 как регулятор кислотности и разрыхлитель.

## Получение
Одним из способов получения глюконовой кислоты является реакция окисления глюкозы реактивом Толленса:
{\displaystyle {\ce {C6H12O6 + 2 [Ag(NH3)2]OH ->}}}
{\displaystyle {\ce {-> 2Ag + C6H12O7 + 3NH3 + NH4OH}}}.